# パディントン

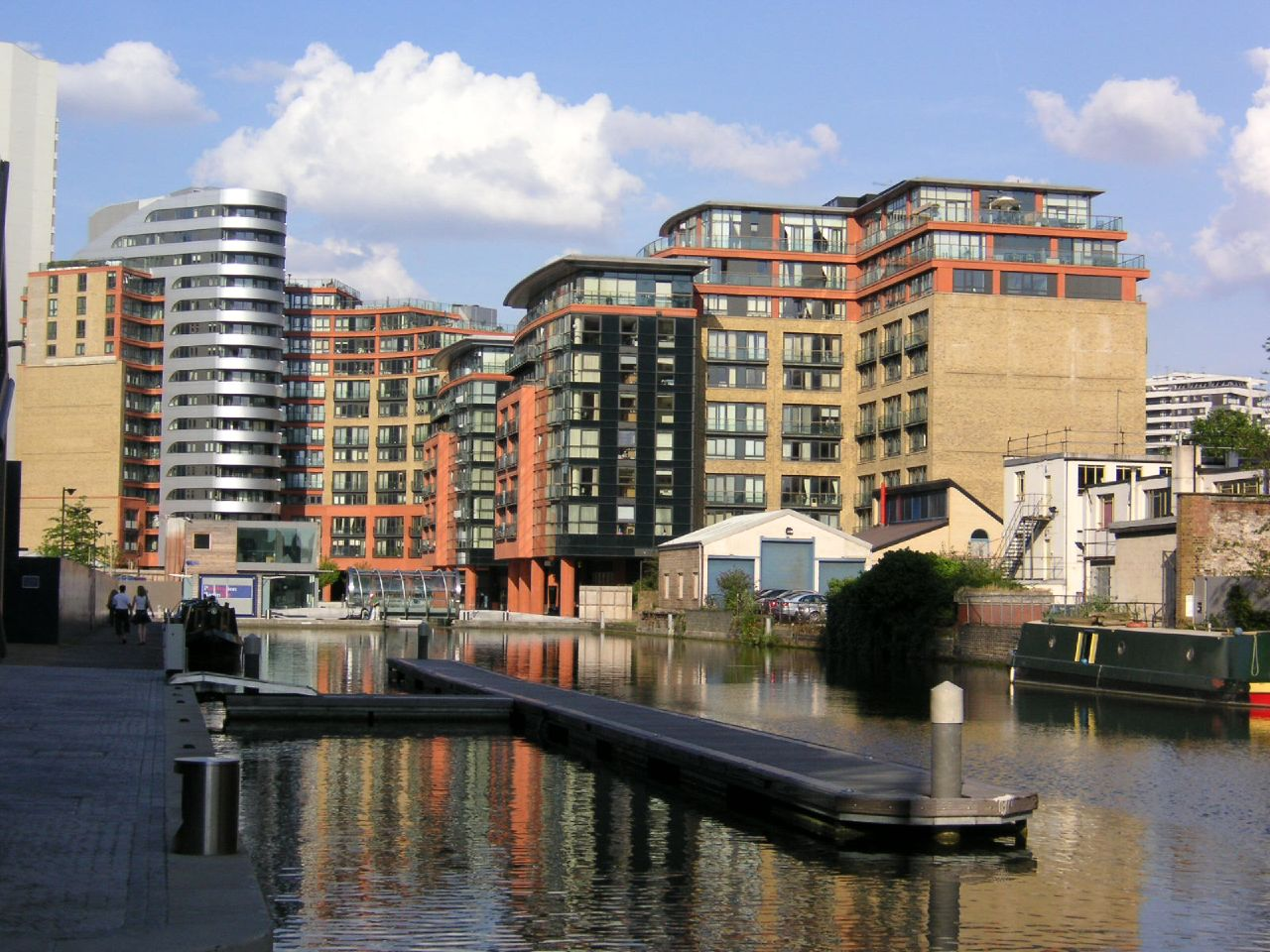
Paddington Basin

座標: 北緯51度31分1.92秒 西経0度10分22.8秒 / 北緯51.5172000度 西経0.173000度
パディントン（英: Paddington）は、ロンドン市内シティ・オブ・ウェストミンスター南西部の街。ハイド・パーク及びケンジントン・ガーデンズの北側に位置する。

## 交通機関
- パディントン駅

乗入鉄道会社は、ファースト・グレート・ウェスタン、チルターン・レイルウェイズ（一部）。ヒースロー・エクスプレス、ヒースロー・コネクトも当駅から発車されている。
パディントン駅には、有名なキャラクター「くまのパディントン」のディスプレイがある。この絵本のキャラクターは、ペルーから密航してきたクマで、この駅で発見され、駅の名をとってパディントンと名づけられた。

## 出身、居住その他ゆかりある人物
- アレクサンダー・フレミング - 細菌学者、ペニシリンの発見者。叔父の遺産でパディントンのインペリアル・カレッジ・ロンドン付属セント＝メアリーズ病院医学学校 (en) に入学し、職を得ていた。
- ジョージ・バターワース - 作曲家。パディントン生まれ
- アラン・チューリング - 数学者、チューリングマシンの概念を発表した。
- ロバート・ベーデン・パウエル - 男爵、作家、ボーイスカウトの創設者
- アイリーン・アトキンス - 女優
- エマ・トンプソン - 女優
- エルヴィス・コステロ - ミュージシャン
- サスキア・リーヴス - 女優
- シール - ミュージシャン
- ジョー・コール - サッカー選手
- ショーラ・アーマ - 女性歌手
- カヤ・スコデラリオ - 女優、ファッションモデル
- マイケル・ペイジ - 総合格闘家、プロボクサー、キックボクサー

## ギャラリー

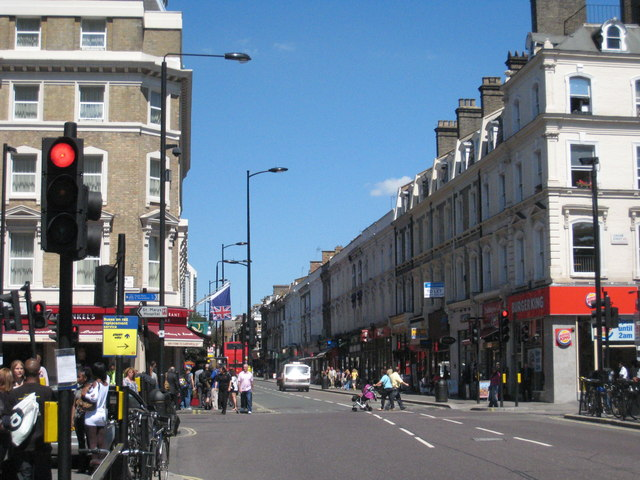
プレード通り
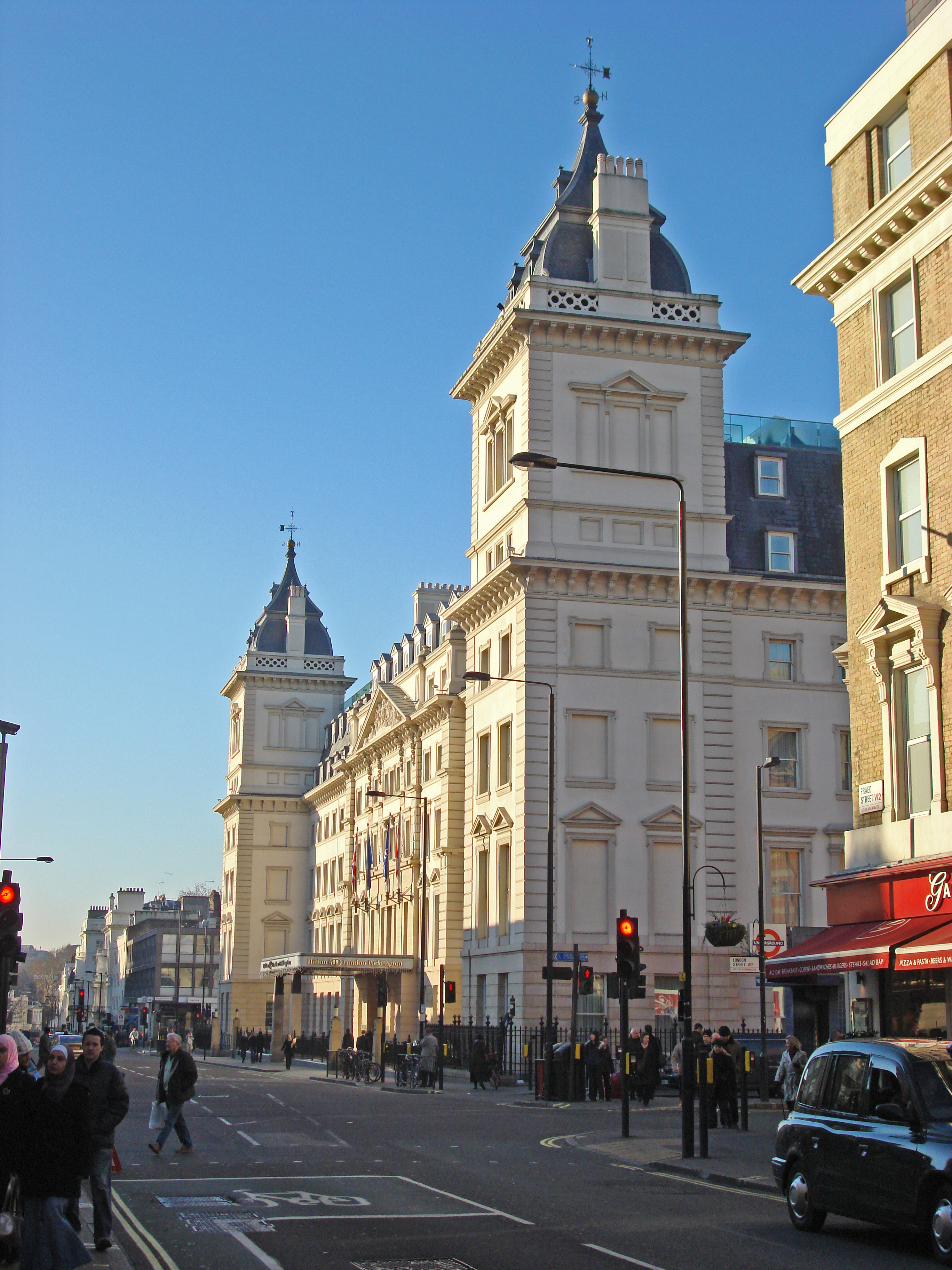
ヒルトン ロンドン パディントン
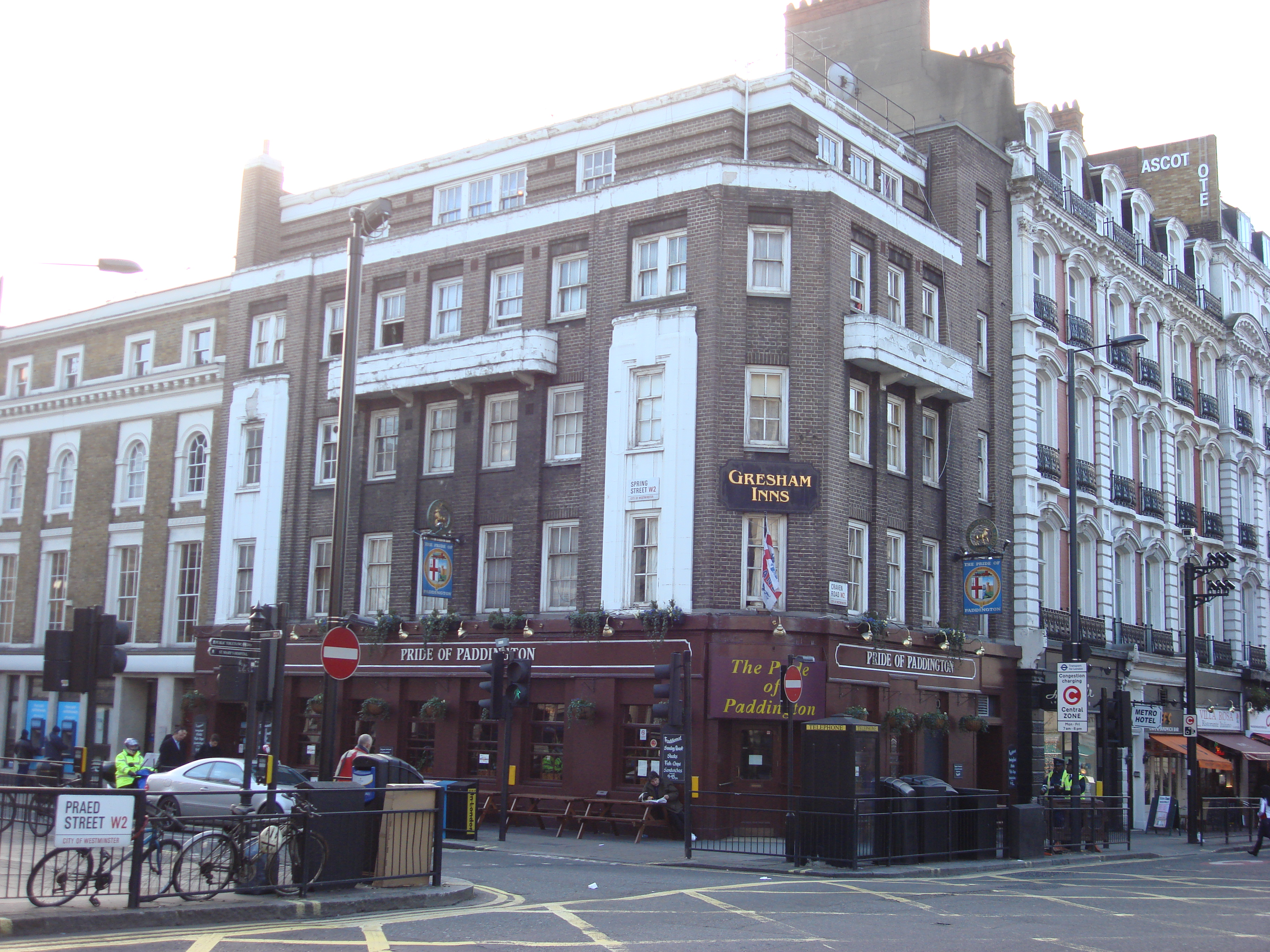
ザ・プライド・オブ・パディントン
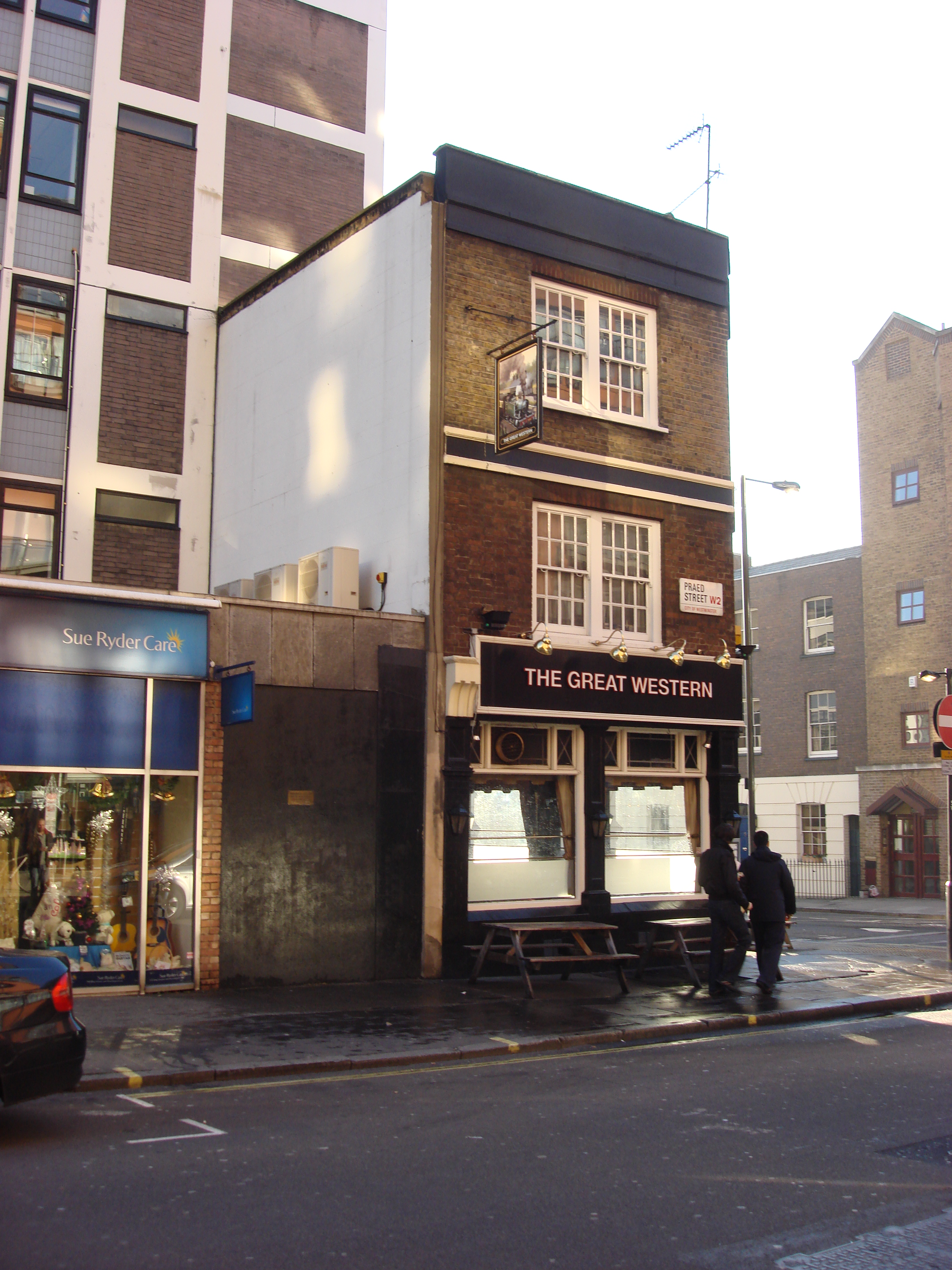
ザ・グレート・ウェスタン
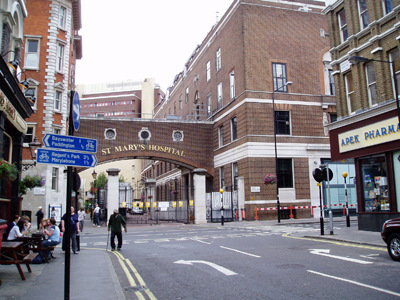
聖メアリー病院